# 理县香茶菜
理县香茶菜（学名：Isodon lihsienensis）为唇形科香茶菜属下的一个种。